# Georg Schwarz (Technologe)
Georg Friedrich Wilhelm Hermann Schwarz (* 28. Juni 1896 in Königsberg; † 14. September 1979 in Stuttgart) war ein deutscher Nahrungsmitteltechnologe und Hochschullehrer, er war 1956–1958 Rektor der Universität Hohenheim (LWH).

## Leben
Schwarz besuchte das Gymnasium und Oberrealschule in Königsberg. Nach einem Freiwilligendienst im Heer diente er im oberschlesischen Grenzschutz. 1919 erhielt er das Reifezeugnis. Danach studierte Schwarz an der Albertus-Universität Königsberg Natur- und Landwirtschaftswissenschaften mit Diplomexamen als Chemiker (1920). Seit 1919 gehörte er der Burschenschaft Alemannia Königsberg (heute in Kiel) an. Mit seiner Dissertation zum Thema: Zur Kenntnis des Zentrifugenschlamms promovierte er 1924 Dr. phil.
Als Assistent im Milchwirtschaftlichen Institut habilitierte er sich mit einer Arbeit über Milchfermente mit Venia legendi für das Fach Nahrungsmitteltechnologie an der Universität Königsberg. Bereits 1929 wechselte er an die Universität Halle und habilitierte. Das Reichsernährungsministeriums beauftragte Schwarz, die Ausführungsbestimmungen für das Reichsmilchgesetz zu bearbeiten. 1934 wurde er zum außerordentlichen Professor der an der Universität Berlin ernannt.
Ab 1935 war er Direktor des Chemischen Instituts der Preußischen Versuchs- und Forschungsanstalt für Milchwirtschaft Kiel und lehrte zugleich als außerordentlicher Professor an der Universität Kiel. 1947 erhielt er dort ein persönliches Ordinariat.
1950 nahm er einen Ruf an die Landwirtschaftliche Hochschule Hohenheim bei Stuttgart an und wurde dort Direktor des Instituts für landwirtschaftliche Technologie. Von 1956 bis 1958 war er Rektor der Hochschule, 1964 wurde er in Hohenheim emeritiert.
Die Burschenschaft Hohenheimia Stuttgart ernannte Schwarz zum Ehrenmitglied.